# Bembecia kryzhanovskii
Bembecia kryzhanovskii is een vlinder uit de familie wespvlinders (Sesiidae), onderfamilie Sesiinae.
Bembecia kryzhanovskii is voor het eerst wetenschappelijk beschreven door Gorbunov in 2001. De soort komt voor in het Palearctisch gebied.